# Albert Friedrich Heinrich David Hollaz
Albert Friedrich Heinrich David Hollaz (auch Hollatz, * 24. April 1811 in Zebbin, Landkreis Cammin i. Pom.; † 8. November 1849 in Groß Justin, Hinterpommern) war ein deutscher lutherischer Theologe. Er spielte eine führende Rolle beim Aufbau der Evangelisch-lutherischen Kirche in der preußischen Provinz Pommern.
Nachdem er das Gymnasium in Stettin besucht hatte, studierte Hollaz in Berlin und Greifswald Theologie. Wegen Beteiligung an politischen Aktivitäten studentischer Verbindungen wurde er zu sechs Jahren Festungshaft verurteilt, jedoch zu einer sechswöchigen Gefängnisstrafe begnadigt. Im Jahr 1838 wurde er Pastor im Dorf Nemitz im Landkreis Schlawe in Hinterpommern, jedoch noch im selben Jahr nach Groß Justin versetzt. Dort wandte er sich (zunächst auch literarisch) gegen die in der preußischen Landeskirche vollzogene Union von Lutheranern und Reformierten. Als König Friedrich Wilhelm IV. seine gemeinsam mit den benachbarten Pfarrern Julius Nagel, Karl Meinhold und Gädecke vorgebrachte Bitte um Restitution der Lutheraner in ihre Rechte abgeschlagen hatte, erklärte er im Oktober 1847 seinen Austritt aus der Landeskirche Pommerns. Mit ihm trat ein großer Teil seiner Kirchengemeinde zur altlutherischen Kirche über, und auch im gesamten Kirchenkreis Cammin erhielt sie einen starken Auftrieb.
Hollaz war verheiratet mit Regine Caroline Friderike Wilhelmine Hollatz, geborene Sonnenschmidt (* 28. April 1816 in Pommern; † 6. Dezember 1883 in Boizenburg). Hollaz' Witwe scheint erst nach 1867 nach Boizenburg umgesiedelt zu sein.

## Schriften
- Das Princip der Union nach Lehre der heiligen Schrift. Eine Beleuchtung der von Jena Pastor Moll in Löckenitz aufgestellten Unions Principes. Stettin 1843.
- Ueber die Möglichkeit einer Vereinigung der Deutsch-Reformirten und der Deutsch-Lutherischen Kirche. Stettin 1844.
- Offener Brief an einen gläubigen, ungelehrten Freund in der evangelischen Landeskirche Preußens, der Grund fordert der Hoffnung, die in uns ist.  R.F. Dörffling, Leipzig 1848.